# Анналы (Тацит)
«Анна́лы», оригинальное название — «От кончины божественного Августа» (лат. Annales; лат. Ab excessu divi Augusti) — последнее и самое крупное сочинение древнеримского историка Публия Корнелия Тацита. Произведение описывает события с 14 года н. э. (смерть Октавиана Августа) до 68 года н. э. (конец династии Юлиев-Клавдиев). О правлении последующих императоров повествует «История» того же автора.
Труд Тацита известен под именем «Анналы», хотя его оригинальное название — Ab excessu divi Augusti, и только однажды автор назвал свой труд анналами. Произведение сохранилось не полностью: хорошо сохранилось описание правления Тиберия и Нерона, частично — Клавдия, и совсем не сохранилось описание правления Калигулы.

## Общие сведения
Ещё во время написания «Истории» Тацит столкнулся с необходимостью исследования истоков проблем, с которыми римское общество столкнулось в год четырёх императоров и при Флавиях. Поэтому он начал написание произведения «Ab excessu divi Augusti» («От кончины божественного Августа»), в котором описал правление Тиберия, Калигулы, Клавдия и Нерона, а также, вероятно, шесть месяцев безвластия до начала повествования в «Истории». Только в Новое время это сочинение начали называть «Анналами». Это самое крупное произведение историка, состоявшее из 18 или 16 книг. Точное количество книг, впрочем, неизвестно. Так, С. И. Соболевский утверждает, что существование лишь 16 книг «Анналов» — это общепринятое мнение. Однако его выводы основываются на исследовании рукописи «Медицейская II». При этом не учитывается, что при существовании лишь 16 книг «Анналов» последние два года правления Нерона должны быть изложены необычайно кратко.
Вероятно, объёмное сочинение было разделено на три части и издавалось постепенно. По разным оценкам, «Анналы» были написаны после 110 или после 113 года. До наших дней целиком сохранились только книги I—IV (описывали события 14—28 годов) и XII—XV (48—65 годы), частично — VI, XI, XVI (31—37, 47—48, 65—66 годы), а также небольшой фрагмент книги V (события 29 года). Таким образом, в основном сохранились описания правления Тиберия и Нерона, частично — Клавдия и совершенно не дошёл рассказ об императорстве Калигулы. Кроме того, «Анналы» могли остаться незавершёнными — Тацит мог умереть, не успев завершить работу над книгами XVII и XVIII (67—68 годы). Из-за смерти историка книги XIII—XVI «Анналов» могли опубликовать в предварительной редакции, что объяснило бы некоторые содержательные, логические и стилистические недостатки этих книг. В книге XV содержится описание казней христиан при Нероне — одно из первых независимых свидетельств о Христе и о существовании христианской общины в Риме, благодаря чему этому фрагменту уделяется пристальное внимание исследователей (см. ниже).
В «Анналах» Тацит озвучил намерение описать правление Октавиана Августа, но об этом сочинении ничего не известно — по-видимому, оно так и не было написано.

## Сохранность

### Рукописи
I—VI книги «Анналов» сохранились в единственной рукописи, известной как «Медицейская I» (M1). Она была написана каролингским минускулом в середине IX века предположительно в Фульдском монастыре. Её писали очень аккуратно, хотя при этом перенесли грамматические ошибки из предшествующих манускриптов. Внимательное палеографическое изучение рукописи указывает на то, что исходным текстом послужила грубая копия без пробелов между словами. В манускрипте никак не обозначен разрыв в два года описанных событий между главой 5.5 «Анналов» и уцелевшими отрывками книги VI, нет деления на главы и параграфы (они были сделаны уже в печатных изданиях XVII—XX веков). Через какое-то время после завершения «Медицейская I» оказалась в монастыре Корвей. Она была доставлена в Рим по просьбе римского папы Льва X (правил с 1513 года), и уже в 1515 году было напечатано первое полное собрание сочинений Тацита. В Корвей манускрипт не вернулся, но вместо него в монастырь был отправлен напечатанный экземпляр. В настоящее время рукопись хранится в библиотеке Лауренциана во Флоренции.
В середине XI века в монастыре Монтекассино была создана рукопись, известная как «Медицейская II» (M2). Она включает книги XI—XVI «Анналов» и книги I—V «Истории». Рукопись была написана беневентским письмом (особой разновидностью рукописного шрифта). В манускрипте была применена сплошная нумерация книг (книги «Истории» I—V были пронумерованы как XVII—XXI). «Медицейская II» была обнаружена гуманистами около 1360 года, с неё сделали копию и переправили во Флоренцию. Благодаря находке Тацита знал Боккаччо. В переписке между гуманистами Поджо Браччолини и Никколо Никколи содержится указание на то, что около 1427 года де Никколи каким-то сомнительным способом получил в своё распоряжение этот манускрипт. После смерти Никколи в 1437 году рукопись попала в Лауренциану. Из-за того, что «Медицейская II» была написана сложным для прочтения беневентским шрифтом, с неё сделали около 40 рукописных копий манускрипта, и именно они служили основой для всех изданий вплоть до 1607 года.
Исследователи также нашли указания на то, что могла существовать и третья рукопись «Анналов» и «Истории» Тацита: различное прочтение ряда спорных моментов в «Лейденской рукописи» (L) позволяет сделать вывод об использовании источника, отличного от «Медицейской II». Однако впоследствии разночтения между рукописями L и M2 стали рассматривать как результат работы филологов XV века.

### Структура работы
Жирным шрифтом выделены книги, сохранившиеся полностью, жирным курсивом — сохранившиеся частично. 
- Книга I. Предисловие; события 14-15 годов.
- Книга II. 16-19 годы.
- Книга III. 20-22 годы.
- Книга IV. 23-28 годы.
- Книга V. Уцелело описание событий части 29 года.
- Книга VI. Уцелело описание событий части 31 года и 32-37 годов.
- Книга VII. Не сохранилась.
- Книга VIII. Не сохранилась.
- Книга IX. Не сохранилась.
- Книга X. Не сохранилась.
- Книга XI. 47 и часть 48 года.
- Книга XII. 48-54 годы.
- Книга XIII. 54-58 годы.
- Книга XIV. 59-62 годы.
- Книга XV. 63-65 годы.
- Книга XVI. События с конца 65 до 66 года и, возможно, до самоубийства Нерона.
- Книга XVII (возможно, её не существовало).
- Книга XVIII (возможно, её не существовало).

## Тацит о казнях христиан
В книге XV «Анналов» Тацит уделяет один абзац описанию преследований и казней христиан при Нероне. Уже во время Великого пожара Рима в 64 году император начал искать виновных, и в качестве козлов отпущения его выбор пал на христианскую общину Рима.
«Но ни средствами человеческими, ни щедротами принцепса, ни обращением за содействием к божествам невозможно было пресечь бесчестящую его [Нерона] молву, что пожар был устроен по его приказанию. И вот Нерон, чтобы побороть слухи, приискал виноватых и предал изощрённейшим казням тех, кто своими мерзостями навлек на себя всеобщую ненависть и кого толпа называла христианами. Христа, от имени которого происходит это название, казнил при Тиберии прокуратор Понтий Пилат; подавленное на время это зловредное суеверие стало вновь прорываться наружу, и не только в Иудее, откуда пошла эта пагуба, но и в Риме, куда отовсюду стекается все наиболее гнусное и постыдное и где оно находит приверженцев. Итак, сначала были схвачены те, кто открыто признавал себя принадлежащими к этой секте, а затем по их указаниям и великое множество прочих, изобличённых не столько в злодейском поджоге, сколько в ненависти к роду людскому. Их умерщвление сопровождалось издевательствами, ибо их облачали в шкуры диких зверей, дабы они были растерзаны насмерть собаками, распинали на крестах, или обречённых на смерть в огне поджигали с наступлением темноты ради ночного освещения. Для этого зрелища Нерон предоставил свои сады; тогда же он дал представление в цирке, во время которого сидел среди толпы в одежде возничего или правил упряжкой, участвуя в состязании колесниц. И хотя на христианах лежала вина и они заслуживали самой суровой кары, всё же эти жестокости пробуждали сострадание к ним, ибо казалось, что их истребляют не в видах общественной пользы, а вследствие кровожадности одного Нерона.»
В конце XIX века в изучении истории религии сложились два направления — мифологическое и историческое. Учёные, работавшие под влиянием мифологической школы, отрицали историчность Иисуса, а свидетельства о нём и христианах у римских авторов I—II веков н. э., как правило, считали вставками средневековых монахов-переписчиков. В частности, немецкий учёный Артур Древс считал упоминание Тацитом Христа более поздней подделкой. Однако выводы мифологической школы были подвергнуты критике, и к 1940-му году она в основном утратила влияние в западной историографии. В советской исторической науке представления, схожие с выводами мифологической школы, сохраняли влияние и позднее, до введения в оборот Кумранских рукописей.
Учёные, работавшие в рамках исторической школы, постарались извлечь максимум информации из сравнительно небольшого пассажа Тацита. Это стало возможным в результате доказательства оригинальности этого фрагмента Тацита; в современной историографии принято считать рассказ римского историка правдивым. В 1902 году филолог Георг Андресен предположил, что в оригинале рукописи «Медицейская II» — единственной, в которой сохранился этот фрагмент — слово, обозначающее христиан, изначально было написано по-иному, а затем исправлено. Согласно его наблюдениям, между буквами i и s в слове christianos находится необычно большой разрыв (см. справа), что нехарактерно для средневековых переписчиков — они старались экономить дорогой пергамент. Впоследствии с помощью изучения оригинала манускрипта под ультрафиолетовыми лучами было установлено, что первоначально в рукописи было написано chrestianos, но затем букву e исправили на i. При этом имя самого Христа в манускрипте однозначно указано как Christus. Современные издания текста Тацита и исследования обычно следуют оригинальному прочтению рукописи (chrestianos, но Christus). Причина разночтения остаётся невыясненной.
Немало литературы посвящено разбору вопросов о связи Великого пожара с преследованиями христиан Нероном, возможности причастности христиан к поджогам, а также юридическим основаниям для казни христиан. Наконец, существуют и различные варианты понимания отдельных слов фрагмента (в частности, смысл некоторых фраз исказился при переводах на русский язык).